# Янівка (Володавський повіт)
Янівка (пол. Janówka) — село в Польщі, у гміні Ганна Володавського повіту Люблінського воєводства. Населення — 107 осіб (2011).

## Положення
Розташоване за 109 км від адміністративного центру воєводства — м. Люблін, 55 км від м. Берестя та 220 км від м. Луцьк, 5,8 км на північний захід від адміністративного центру ґміни — села Ганна, на 2,3 км південніше від автодороги DK63 .
Село розташоване на Поліській низовині Східноєвропейської рівнини.

## Історія
За даними етнографічної експедиції 1869—1870 років під керівництвом Павла Чубинського, у селі проживали лише греко-католики, які розмовляли українською мовою.
Українське населення села, переховуваючися, уникнуло депортації з Польщі до УРСР у 1946 році.
У 1975—1998 роках село належало до Білопідляського воєводства.

## Населення
Демографічна структура станом на 31 березня 2011 року:
|          | Загалом | Допрацездатний вік | Працездатний вік | Постпрацездатний вік |
| -------- | ------- | ------------------ | ---------------- | -------------------- |
| Чоловіки | 55      | 10                 | 36               | 9                    |
| Жінки    | 52      | 5                  | 31               | 16                   |
| Разом    | 107     | 15                 | 67               | 25                   |